# 2024년 영국 지방 선거
2024년 영국 지방 선거 (2024 United Kingdom local elections)는 2024년 5월 2일에 실시된 영국의 지방 선거로, 잉글랜드 지역 내 지방의회 107곳의 지방의원 2,658인을 선출하였다. 동시에 직선제를 실시하는 도시의 시장 11인, 런던 의회 의원 25인, 잉글랜드 웨일스 지역의 경찰범죄위원 37인도 함께 선출되었으며, 2024년 블랙풀사우스 지역구 국회의원 재보궐선거도 같은 날 실시되었다.
이번 선거는 투표소 입장시 유권자에게 사진이 부착된 신분증을 제시하도록 요구하는 2022년 선거법의 유권자 식별 제도가 실시되는 2번째 지방 선거가 되었다. 아울러 시장선거와 경찰범죄위원 선거에서 기존의 보충투표제 (supplementary vote)가 아닌 단순선호투표제 (first-past-the-post vote)를 적용하게 되었다. 또 한편으로 이번 지방 선거는 올해 국회의원 총선을 앞두고 치러지는 마지막 정기선거였다. 이 때문에 영국 언론에서는 이번 지방 선거의 결과가 총선일 결정과 각 정당의 선거 전략에 영향을 미칠 것이라는 전망을 내놨다.
이번 선거로 당선되는 각 선출직의 직전 임기는 원래 2020년부터였으나 코로나19 사태로 인하여 선거가 연기됨에 따라 2021년 지방 선거로 당선되어 3년 간의 임기를 수행하게 되었으며, 이번 선거부터는 다시 원래대로의 4년 주기로 선거가 치러질 전망이다. 선거 결과 제1야당인 노동당 1위를 차지하였으며, 자유민주당이 2009년 지방 선거 이래 처음으로 2위에 올랐다. 집권여당인 보수당은 자유민주당에게도 밀린 3위를 차지하였다.

## 배경
영국의 지방 선거는 각 지역당국과 시의회, 시장의 선거 주기가 다르기 때문에 통합 선거로 치러지지 않고, 임기가 만료되는 지역에 한하여 지방 선거가 매년 치러진다. 이번 선거는 잉글랜드, 웨일스 일부 지역의 지방의회와 직선제 시장, 경찰범죄위원을 선출하는 선거가 되었다.
2021년 지방 선거에서 집권여당인 보수당은 노동당 우위의 지역구와 지방의회를 다수 탈환하며 선두를 달렸다. 그러나 이후 보수당이 일련의 정치스캔들과 위기에 시달림에 따라 각종 여론조사에서 당지지율이 폭락하는 모습을 보였다. 그 결과로 2022년 지방 선거와 2023년 지방 선거에서 보수당은 상당히 부진한 성적을 거두었다. 특히 2023년 지방 선거에서 노동당은 2002년 영국 지방 선거 이래 처음으로 지방 선거 당선자 수 1위 정당에 오르게 되었다.
보수당 일각에서는 런던 시장 선거를 초저배출 구역 (ULEZ)에 대한 사실상의 국민투표로 치르자는 제안도 있었다. 이는 곧 환경 정책에 대한 각 정당의 태도에 영향을 미칠 것으로 전망되었다.
2023년 말 노동당은 계속되는 높은 이자율로 인해 모기지론 비용이 급증하여, 지금부터 선거일 사이 기간에 모기지론을 갱신할 630,000명의 주택 소유자에게 영향을 미칠 것이라고 주장했다. 노동당은 현 상황이 "재정적 시한폭탄"이라면서 선거에서 유권자에게 영향을 미칠 이라 보았다.
로버트 헤이워드는 지역사회 활동가들과 군소 정당들이 세 주요 정당 (노동당, 보수당, 자유민주당)의 지지를 철회할 수 있다고 봤다. 자유민주당까지 지지를 철회하는 이유는 "더 이상 양당에 환멸을 느끼는 유권자들에게 확실한 선택이 아니기 때문"이라 보았다.
선거가 다가오면서 보수당이 웨스트미들랜즈나 티스밸리 시장직을 잃는 등 이번 선거의 결과가 좋지 않다면 리시 수낵 총리의 리더십이 위태로울 수 있다는 전망이 우세해졌다. 그러나 수낵 총리는 보수당의 성적이 좋지 않더라도 여전히 총리직을 맡을 것이라는 의사를 자당 의원들에게 밝혔다.
올리버 다우든 부총리는 중국정부가 연루된 해킹사건을 거론하면서 올해 선거는 사이버 공격으로부터 안전할 것이라고 주장했다.

### 결과 예측
2024년 3월 옵저버 지는 보수당이 이번 선거에서 의석수의 절반을 잃을 것으로 예상된다고 보도하였다. 이들 의석의 대다수는 백신 접종으로 인한 보수당 지지율 반등 시기에 차지하였던 지역들이라고 밝혔다. 보수당의 리처드 홀든 의장도 이번 선거가 지난 선거보다 보수당에 훨씬 더 힘들 것이라면서 그 이유 역시 지난번의 지지율 반등 때문이라고 보았다.
비슷한 시기 영국의 정치분석가 루이스 배스턴 (Lewis Baston)은 지역구 경계가 바뀌지 않는 지방의원 의석수의 50% 이상을 잃을 것이라 분석했다. 2023년 영국 지방 선거에서 드러난 지지율 변동을 기준으로, 보수당이 방어해야 하는 의석수 613석 중 328석을 잃게 되고, 새로 얻게 되는 의석수는 8석에 불과하다고 밝혔다. 다만 2024년 4월 1일 루이스 배스턴은 이번 선거에서 보수당이 의석 수 절반을 잃을 것이라는 예측을 철회하였는데, 이번에 선거가 방어해야 하는 의석수의 3분의 1은 지난 선거가 2021년 선거가 아니라 2019년, 2022년, 2023년 선거였으며 이들 선거는 보수당에게 불리한 구도였다는 점에서 수월하다고 보았다.
정치분석가 마이클 트래셔 (Michael Thrasher)와 콜린 롤링스 (Colin Rallings)는 이번 선거에서 작년 선거와 비슷한 결과가 반복될 경우, 보수당은 보유했던 의석수의 절반을 잃을 것으로 예상된다고 밝혔다. 각당의 의석수 변동과 관련해 보수당은 500석 감소, 노동당은 300석 증가, 그 외 자유민주당과 녹색당의 의석수 증가로 결론내렸다. 스카이 뉴스의 샘 코트스 (Sam Coates)는 보수당 500석 감소, 노동당 350석 증가라는 마이클 트래셔의 분석결과를 인용하였으나 글로스터 시의회의 원내 다수당이 보수당에서 자유민주당으로 바뀔 가능성이 있다고 덧붙였다.
2024년 4월 14일~29일 유고브 (YouGov)가 실시한 MRP 여론조사에 따르면 "노동당이 전국적으로 상당한 의석수 증가를 이룰 것으로 기대되나, 특정 지방의회의 경우 모든 정당이 즐거운 결과로 받아들일 수 있는 모습이 연출될 것"이라 분석됐다. 유고브는 노동당이 과거 다수당이 없었던 하인드번 시의회와 밀턴킨스 시의회의 다수당이 될 것이며, 노스이스트링컨셔 의회, 피터버러 시의회, 서럭 시의회, 월솔 시의회에서 상당한 의석수 증가를 보일 것이라 예측했다. 보수당은 라이게이트 밴스티드 시의회에서 의석수를 늘릴 것으로 예측됐다.

## 선거운동
| 정당       | 지역구        |
| ---------- | ------------- |
| 보수당     | 2,512 / 2,655 |
| 노동당     | 2,427 / 2,655 |
| 자유민주당 | 1,802 / 2,655 |
| 녹색당     | 1,646 / 2,655 |
| 개혁 UK    | 323 / 2,655   |

선거 시점에서 노동당과 보수당의 지방의회 의석수는 1,000석 미만이었으며, 자유민주당은 400여석, 녹색당은 100여석을 조금 넘겼다.
자유민주당은 2024년 3월 20일 하트퍼드셔 하펀든 (Harpenden)에서 지방 선거 운동에 나섰다. 선거운동 출범식에서 에드 데이비 대표는 거대한 모래시계를 돌려 "Time's running out Rishi!" (시간은 다 됐다 리시 총리)라는 구호가 드러나는 퍼포먼스를 펼쳤다. 이와 함께 데이비 대표는 "서리주의 블루월 (보수당 텃밭 벨트)를 무너뜨릴 자신이 있다"는 포부를 드러냈다.
보수당은 2024년 3월 22일 리시 수낵 총리가 이스트미들랜즈 시장후보 벤 브리들리와 함께 더비셔주 헤어너 (Heanor)의 버스 정류장을 방문하면서 지방 선거 운동을 개시하였다. 선거운동 과정에서 캐슬포인트 구의회에 출마한 보수당 후보 35명 가운데 13명이 공천 과정상의 부적격 사유로 지명이 철회되어 투표용지에 이름이 표기되지 않게 되었다.
노동당은 2024년 3월 28일 키어 스타머 당대표와 앤젤라 레이너가 웨스트미들랜즈주 더들리의 선거운동 출범식에 참석하였다. 키어 스타머 대표는 블랙컨트리, 즉 잉글랜드 중부 구산업화 지대에 대한 보수당 정부의 소득평준화 정책과 관련한 연설에 나섰다.
잉글랜드 웨일스 녹색당은 2024년 4월 4일 브리스톨에서 열린 선거운동 출범식을 통해 전국적인 선거운동에 나섰다. 공동대표인 칼라 데니어와 애드리언 램지는 저렴한 주택공급 정책에 관한 연설을 펼쳤다.

## 결과

### 정당별 결과
| 정당 | 정당             | 지방의원 | 지방의원 | 지방의회 | 지방의회 |
| 정당 | 정당             | 의원수   | 증감     | 개수     | 증감     |
| ---- | ---------------- | -------- | -------- | -------- | -------- |
|      | 노동당           | 1,159    | 187      | 51       | 8        |
|      | 과반 정당 없음   | 빈칸     | 빈칸     | 37       | 1        |
|      | 자유민주당       | 522      | 104      | 12       | 2        |
|      | 보수당           | 515      | 474      | 6        | 10       |
|      | 무소속           | 226      | 91       | 1        | 1        |
|      | 녹색당           | 181      | 74       | 0        | 보합     |
|      | 주민협회         | 48       | 11       | 0        | 보합     |
|      | 선거전 후보 사퇴 | 24       |          | 빈칸     | 빈칸     |
|      | 브리튼 노동자당  | 4        | 4        | 0        | 보합     |
|      | 개혁 영국당      | 2        | 2        | 0        | 보합     |
|      | 사회민주당       | 1        | 1        | 0        | 보합     |
|      | 여성평등당       | 1        | 1        | 0        | 보합     |

보수당은 지방의원 의석수 450석 이상을 상실하며, 집권여당 시절 치러진 지방 선거로서는 1996년 선거 이래 최악의 패배를 기록했다. 이번에 선거가 치러진 지방의회 107곳 가운데 보수당이 제1당으로서 집권한 의회는 단 6곳, 브록스본, 솔리헐, 월솔, 에핑포리스트, 페어햄, 할로 시의회 뿐이었다. 시장선거의 경우에도 티스밸리 시장으로 당선된 벤 하우천이 유일한 보수당 당선자가 되었다.
노동당은 지방의원 의석수 180명대를 추가로 확보하며 승리하였으며 이번에 신설된 이스트미들랜즈 통합주 정부와 요크 노스요크셔 통합 정부의 시장직을 확보하였다. 웨스트미들랜즈 통합정부 시장선거에서도 앤디 스트리트 전 시장을 누르고 리처드 파커 후보가 당선되었다.
자유민주당은 턴브리지웰스 의회와 도싯 주의회의 제1당을 차지하면서 집권 보수당에 앞서 2위를 차지하는 결과를 연출했다. 이들 지역의 지난 선거에서 어느 정당보다도 더 많은 의석수를 확보하게 되었다. 특히 남잉글랜드 지역에서 지난 5년간 확보한 지방의원수는 750석을 넘긴 것으로 드러났다. 녹색당 역시 역대 최고의 성적을 거두며 약진했다. 다만 브리스톨 시의회에서는 제1당 지위는 확보하였으나 2석차로 과반수를 확보하지 못하면서 곧바로 집권하기 어렵게 되었다.
이밖에 영국 노동자당은 로치데일 시의회에서 2석, 맨체스터 시의회에서 1석, 콜더데일 시의회에서 1석 등 총 4석을 확보하였다. 개혁 UK는 전국적으로 지지부진한 성적을 낸 가운데 해번트 구의회에서 2석을 확보하였다. 여성평등당은 9년간의 정당 활동 역사상 처음으로 베이싱스토크 딘 자치구의회에서 1석을 확보하였다. 사회민주당은 리즈 시의회의 미들턴파크 (MIddleton Park) 지역구에서 자당 후보가 현직 노동당 시의원을 상대로 승리하여 세번째 시의원을 탄생시켰다.

## 같이 보기
- 2024년 영국 총선

### 해설
1. ↑  도시에 따라 지방의회의 제1당이 집권하여 시장을 선출하는 지역도 있고, 직선제로 시장을 선출하는 지역도 존재한다.
2. 1 2  BBC는 사회민주당과 여성평등당을 무소속으로 집계하였다.